# IC 696
IC 696 ist eine spiralförmige Radiogalaxie vom Hubble-Typ SBdm im Sternbild Löwe an der Ekliptik. Sie ist schätzungsweise 276 Millionen Lichtjahre von der Milchstraße entfernt und hat einen Durchmesser von etwa 80.000 Lichtjahren.

Im selben Himmelsareal befinden sich u. a. die Galaxien IC 698, IC 2850, IC 2857, IC 2867.
Das Objekt wurde am 31. März 1892 vom österreichischen Astronomen Rudolf Spitaler entdeckt.